# Musée de l’Île d’Oléron
Das Musée de l’Île d’Oléron ist ein historisches und volkskundliches Regionalmuseum in Saint-Pierre-d’Oléron.

## Geschichte
Das Museum geht auf eine Initiative des Pfarrers Pierre-Marie Kieffer zurück und wurde 1963 in einem Haus in der Rue Pierre Loti als Musée de l’Ile d’Oléron – Aliénor d’Aquitaine eröffnet. Die ersten Sammlungsbestände waren überwiegend Stiftungen der Inselbewohner. 1967 wurde das Haus der Aufsicht der Kultusbehörde unterstellt. Im gleichen Jahr formierte sich der Verein der Freunde des Museums.
Seit 2003 hat das Museum den Status eines Musée de France. Nach mehrjährigen Vorbereitungen und einer Überarbeitung des Sammlungskonzepts erfolgte 2006 der Umzug in neue Räume an der Place Gambetta. Dank eines Konzepts für mobilitätseingeschränkte Personen wurde dem Haus 2007 durch den Kulturminister der Prix national des Musées pour Tous verliehen.

## Sammlungen
Die historischen Sammlungen zeigen archäologische Funde von der Jungsteinzeit über die gallorömische Epoche bis zur Anlage der militärischen Verteidigungsanlagen auf der Île d’Oléron. In der volkskundlichen Abteilung sind unter anderem Kleidung und Kopfbedeckungen und Zeugnisse aus dem Arbeitsleben der Inselbewohner (Landwirtschaft, Weinbau, Austernzucht und Salzgewinnung) zu sehen. Die jüngere Geschichte wird durch den aufkommenden Tourismus und den Bau des Viaduc d’Oléron 1966 repräsentiert.